# 수요곡선

경제학에서 수요곡선(需要曲線, demand curve)는 특정한 부품의 가격(y축)과 해당 가격(x축)으로 수요가 발생하는 물품의 양 사이의 관계를 기술한 그래프이다.

## 수요함수
수요함수(需要函數, demand function)는 수요량의 결정요인이 작용하는 형태와의 관계를 나타내는 것이다. 이 수요함수를 도출하는 계량경제학적 연구는 오래 전부터 실시되었으며, 최근에는 무어(H. L. Moor)와 그의 제자인 슐츠(H. Schultz)가 개척하였다. 일반적으로 사용되고 있는 것은 다음과 같은 수요함수이다. ：판매량 또는 소비량 ：소득 또는 구매력 ：가격 ： 경쟁재의 가격 ：시계열 데이터의 경우의 시간 이러한 선형방정식의 바로미터 a,b,c,d,e를 중상관분석에 의하여 구하면 수요함수가 결정된다. 이 선형의 수요함수와 더불어 좀더 널리 채용되고 있는 것으로는 대수선형이라 부르는 것이 있는데, 이것은 다음과 같은 함수형을 취한다. ：계수 α,β：바로미터 이 함수형의 장점은 통계적 조직이 비교적 용이하며, 탄력성 개념과의 관계가 명료하다는 점이다. 그러나 이와 같이 산출하여 구해진 수요함수에는 그 함수가 포함되지 않은 다른 요인(변수)에 의해 생기는 수요변동을 설명할 수 없게 된다. 특히 수량화가 불가능한 기호의 변화라든가, 소비양상의 이동변화는 추세적인 것이라고 할 수 있으므로 이같은 경우에는 시간의 요인을 수요분석에 넣어 처리하는 것이 효과적이다. 이와 같이 수요분석에 있어서 수요함수의 설정은 매우 중요한 것인데, 한 개의 상품에 대한 수요함수를 도출할 때 무엇을 변수로 하고, 어떠한 함수형을 택할 것인가는 신중히 검토해야 한다.

## 같이 보기
- 가격 대비 성능
- 수요의 법칙
- 수요와 공급